# Kattigenahalli, Bangalore North
Kattigenahalli là một làng thuộc tehsil Bangalore North, huyện Bangalore Urban, bang Karnataka, Ấn Độ.